# 利利 (密蘇里州)
利利（英語：Lilly）是位於美國密蘇里州克林頓縣的非建制地區。

## 歷史
利利的郵局於1889年設立，其後於1905年停運。

## 地理
利利所處的海拔為高於海平面308米（即1011英呎），而該地所採用的時區為UTC-6，即北美中部時區（CST）。同時該地設有夏令時間，為UTC-6調快一小時，即UTC-5（CDT）。